# Каша (Перуђа)
Каша (итал. Cascia) је насеље у Италији у округу Перуђа, региону Умбрија.
Према процени из 2011. у насељу је живело 1555 становника. Насеље се налази на надморској висини од 618 м.

## Становништво
| 1936. | 1951. | 1961. | 1971. | 1981. | 1991. | 2001. | 2011. |
| ----- | ----- | ----- | ----- | ----- | ----- | ----- | ----- |
| 4.787 | 4.708 | 4.317 | 3.740 | 3.301 | 3.238 | 3.260 | 3.248 |